# Maltatge al terra
El maltatge al terra (traducció del terme anglès floor malting) és una tècnica tradicional de maltatge de cereals, principalment ordi. Es realitza en una escala menor que les grans malteries industrials amb processos de maltatge pneumàtic. La principal característica d'aquesta tècnica és que el cereal germina en el sòl i es remou diàriament per a aconseguir una bona germinació.

## Procediment

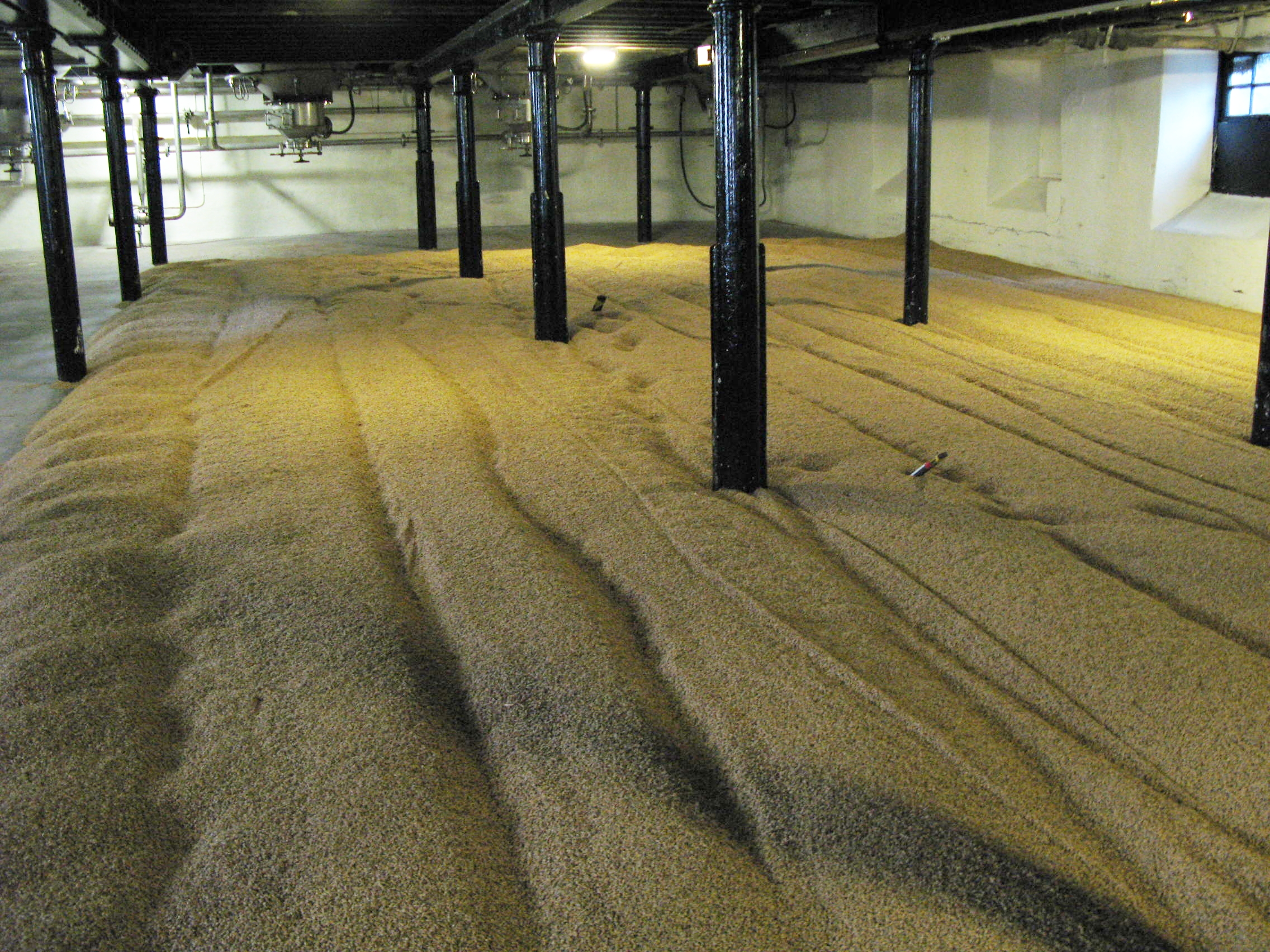
Sala de maltatge al terra, a la Highland Park Distillery

Un cop s'obté el gra hidratat, ja sigui submergint-lo en cisternes o amb sistemes més moderns que alternen períodes secs i humits, s'estén el cereal en el sòl per començar la germinació. La profunditat del llit de cereals pot variar depenent de les condicions ambientals, però acostuma a fer uns 30-38 cm a Anglaterra (a temperatures més càlides s'utilitzen llits de gra més prims per afavorir la dispersió tèrmica). El cereal es manté en el sòl fins que arriba al grau de germinació òptim a criteri del malter. Durant aquest periode es barreja el cereal amb un rasclet, una pala o un sistema més modern. La barreja ha de ser continuada, podent arribar a barrejar tota la superfície de malt 4-5 cops al dia. L'objectiu d'aquesta agitació és aconseguir unes condicions homogènies de germinació en el llit de gra (temperatura, humitat, disponibilitat d'oxigen,etc.) i evitar que les arrels del grans s'entortolliguin, formant agregats de grans que no serien viables.
La superfície on es produeix la germinació també és important, buscant en general materials que retinguin la humitat, però que tinguin una bona dispersió tèrmica i resistència al treball mecànic. D'entre les diverses superfícies que es poden emprar per fer aquest procés, a Europa es considera el material més òptim les rajoles originàries de Solnhofen (Alemanya), però actualment s'utilitza també ciment impermeable.
En tractar-se d'un procés tradicional, no es controlava les condicions ambientals (temperatura, humitat) i la refrigeració del gra es feia a través de corrents d'aire. Això fa que, si no hi ha un condicionament artificial, no sigui possible maltar durant tot l'any. Es necessiten temperatures inferiors a 14 °C per a aconseguir una bona germinació amb aquesta tècnica.
El torrat del gra es pot fer amb mètodes més o menys moderns, tradicionalment trigava unes 32 - 48 hores, més lent que el torrat industrial de malt que es realitza en unes 24h.

## Característiques del malt
En comparació al malt obtingut per processos més industrials, el malt obtingut amb aquesta tècnica es considera que reté unes aromes a cereal més profundes i riques, donant lloc a aromes més fresques i afruitades. D'altra banda té una modificacó (trencament de les macromolècules que formen l'endosperma del cereal) menor. Actualment hi ha algunes petites malteries que segueixen produint malt amb aquesta tècnica, ja sigui a EUA, Anglaterra, República Txeca, Alemanya o Catalunya.